# تومي نيل
تومي نيل (بالإنجليزية: Tommy Neill)‏ هو لاعب كرة قاعدة أمريكي، ولد في 7 نوفمبر 1919 في هارتسيل في الولايات المتحدة، وتوفي في 22 سبتمبر 1980 في هيوستن في الولايات المتحدة.

## وصلات خارجية
- تومي نيل على موقعبيزبول رفرنس.كوم (الدوري الرئيسي) (الإنجليزية)